# Terry Date
Terry Date, född 31 januari 1956, är en amerikansk skivproducent, specialiserad på metal-, och rock-genrerna. Han är framför allt känd för sina arbeten med Deftones, Dark Angel, White Zombie, Soundgarden och Pantera.